# Elektroverdampfer

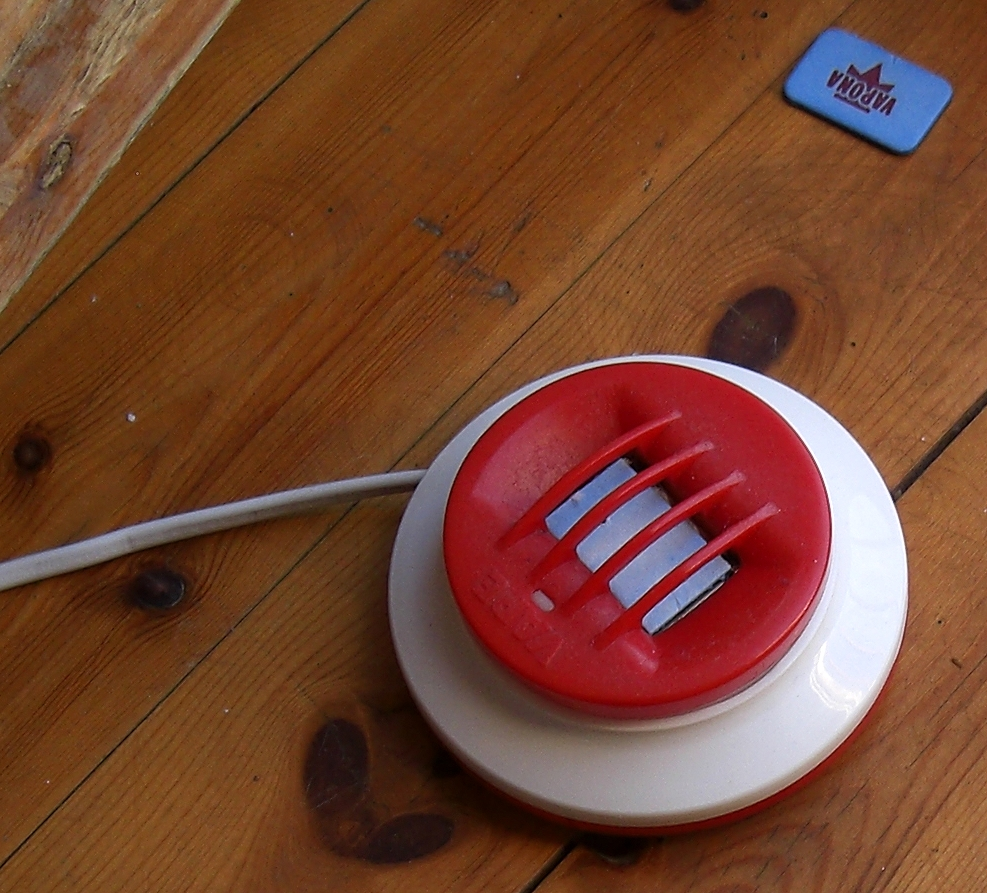
Elektroverdampfer mit Pyrethroid-Plättchen

Ein Elektroverdampfer ist ein Gerät, mit dem eine stetig gleiche Zufuhr an Geruchsstoff in einen Raum erreicht wird. Der Verdampfer wird direkt in eine Steckdose eingesteckt. Im Inneren befinden sich Heizelemente, die die eingeführten Duftplättchen (meist Gel-Packungen) erhitzen und somit den Geruch durch Verdampfung in die Raumluft freigeben.
Elektroverdampfer werden auf zwei Gebieten angewandt: Zum einen zur Raumluftparfümierung, zum anderen zur Fernhaltung von Insekten (Insektenschutz).
Die Anti-Insekten-Verdampfer, in Österreich Gelsenstecker genannt, geben Repellentien ab. Die insektiziden Wirkstoffe bei Elektroverdampfern können sowohl Pyrethrum als auch Transfluthrin oder andere Pyrethroide sein.